# Venutius
Venutius († nach 70 n. Chr.) war ein König des britannischen Volkes der Briganten und der Gatte der Cartimandua.

## Leben
Die Briganten waren im 1. Jahrhundert n. Chr. ein bedeutendes Volk im Norden Englands, das zwischen dem Humber und dem Hadrianswall siedelte. Es war nominell unabhängig von den Römern, ging aber mit ihnen ein loses Bündnis ein. 51 n. Chr. lieferte Cartimandua den zu ihr geflüchteten Anführer der Silurer, Caratacus, den Römern aus. Nach Tacitus wurde nun Venutius der fähigste britannische Feldherr, der, wie der römische Geschichtsschreiber bereits früher ausführte, schon lange loyal zur Rom gewesen war und dafür auch die Unterstützung der Weltmacht genossen hatte. Diese frühere Erwähnung des Venutius ist im erhaltenen Teil der Annalen nicht vorhanden, so dass sie in deren verlorenen Passagen (welche die Jahre 43–47 n. Chr. behandelten) gestanden haben muss. Wahrscheinlich gingen Cartimandua und Venutius das Bündnis mit den Römern kurz nach deren Einfall in Britannien (43 n. Chr.) ein.
Unter Aulus Didius Gallus, der 52–57 n. Chr. römischer Statthalter Britanniens war, ließ Cartimandua wohl zur Stärkung ihrer Stellung durch Intrigen den Bruder und andere Verwandte des Venutius ermorden. Dieser versammelte nun romfeindliche Kriegsscharen um sich und fiel wahrscheinlich von außen in das Reich der Cartimandua ein, und zwar wohl vom Norden her, da es im Süden an römisches Territorium grenzte. Die brigantische Königin erhielt aber von den mit ihr verbündeten Römern Militärunterstützung durch Caesius Nasica und konnte daher ihren Gatten nach hartem Kampf besiegen.
Dementsprechend musste Venutius romfeindlich bleiben. Ob er am Boudicca-Aufstand 61 n. Chr. teilnahm, ist nicht bekannt; jedenfalls beteiligten sich Briganten am geglückten Überfall auf Camulodunum.
Schon vor den Annalen hatte Tacitus seine Historien (die den Zeitraum von 69 bis 96 n. Chr. behandeln) geschrieben und darin über Venutius und Cartimandua nur sehr knapp referiert. Hier wird ausgeführt, dass Cartimandua wegen ihrer Auslieferung des Caratacus zu Wohlstand gelangte und übermütig wurde. Sie ließ sich – aus welchen Gründen auch immer – von Venutius scheiden und nahm dessen Waffenträger Vellocatus zum neuen Gemahl. Das Datum dieser Schmach für Venutius ist in der Forschung umstritten. Sicher datierbar ist dagegen, dass Venutius 69 n. Chr. den römischen Bürgerkrieg ausnützte, der die Kräfte des Weltreichs band. Damals bewirkte er den Abfall großer Teile der Briganten und bekämpfte seine ehemalige Gattin so erfolgreich, dass sie wieder die Römer zu Hilfe rief. Aber der Statthalter Marcus Vettius Bolanus konnte nur ein paar Kohorten schicken, die die Königin zwar retten und außer Landes schaffen konnten, aber dem Venutius die Regierung über die Briganten überlassen mussten. Die Zeitspanne dieser Ereignisse scheint nach dem Bericht der Historien wesentlich kürzer zu sein als nach jenem in den Annalen. Da aber gesagt wird, dass einerseits der Ausbruch der Konflikte schon bald nach der Auslieferung des Caratacus stattfand, andererseits der endgültige Sieg des Venutius durch den römischen Bürgerkrieg im Vierkaiserjahr ermöglicht wurde, dürfte die Verstoßung des Venutius in die Mitte der 50er Jahre n. Chr. zu setzen sein, der dann wohl bis 69 n. Chr. im Exil lebte.
Das weitere Schicksal des Venutius ist wegen der spärlichen Quellenlage nicht überliefert. Der Bericht des Tacitus über die Bezwingung der Briganten durch den Statthalter Quintus Petillius Cerialis ist sehr knapp und erwähnt Venutius nicht. Immerhin verherrlicht der römische Dichter Publius Papinius Statius in den Silvae die Erfolge des Vettius Bolanus und erwähnt, dass dieser die Brustplatte eines britannischen Königs erbeutete. Da Bolanus die Cartimandua befreite, könnte sich diese Bemerkung des Statius auf Venutius beziehen. In diesem Fall hätte der Brigantenkönig das Gefecht gegen Bolanus überlebt und fiel wahrscheinlich im Kampf gegen Petilius Cerialis zwischen 71 u. 74 n. Chr.